# Költői és vallásos harmóniák
A Költői és vallásos harmóniák (eredeti francia címén: Harmonies poétiques et religieuses) Liszt Ferenc tíz darabból álló, zongorára írt sorozata, amit nagyrészt 1845 és 1852 között komponált. Műjegyzékszáma S.173.

## A mű születése
A Párizsban felnőtté érő Liszt Ferencre nagy hatással voltak a francia költők, főleg Victor Hugo, Hughes Felicité Robert de Lamennais és Alphonse de Lamartine. Utóbbi Apparitions (Jelenések) című költeménye hatására írta például azonos című korai, három darabból álló ciklusát zongorára (S.155, 1834), később, Les Préludes című szimfonikus költeményéhez (S.97) is Lamartine-idézeteket illesztett a költő Méditations poétiques (Költői elmélkedések) című művéből, mintegy utólagos Lamartine-hatást rendelve alkotásához. Ugyancsak zenemű írására késztette a költő Költői és vallásos harmóniák címen megjelent ódái, s már 1834-ben írt egy ilyen című zongoradarabot, és azt tervezte, hogy a majd ciklussá kiegészített művet Lamartine-nek ajánlja. Érdekes, hogy ezt a darabot még Marie d’Agoult-lal közös harmóniáknak („notre harmonie”) nevezte, mire azonban a ciklus elkészült és megjelent, már új élettársának, Carolyne zu Sayn-Wittgensteinnek (a kottán Jeanne Élisabeth Carolyne-nak) ajánlotta, mi több, néhány darabját az ő woronińcei birtokán komponálta.

## A zene
A Költői és vallásos harmóniák egy közös cím alatt megjelent zongoradarabok sorozata. Ezek a darabok azonban nem alkotnak ciklust. A ciklus feltételez ugyanis valamiféle közös gondolatot az egyes részek között, ilyen azonban ebben a sorozatban nem található. Liszt ugyan Lamartine nevével szándékozta összekötni művét, de csak az első, a harmadik és a kilencedik darabhoz fűzött Lamartine-idézetet. Nem köti össze a sorozatot a harmonizálásuk sem, csak az első és az utolsó hangneme azonos (E-dúr), de ezek között sem érezni egyéb rokonságot. Van darab, ami eredetileg nem is zongorára készült, hanem kórusra íródott, például a második, az ötödik és a nyolcadik latin nyelvű – Lamartine-hez egyáltalán nem kötődő – egyházi kórusmű zongoraátirata. Ugyancsak egészen más indítékok, konkrétan a magyar szabadságharc elbukása nyomán érzett fájdalom nyomán született a hetedik darab, a Funérailles. Ráadásul az egyes darabok egymástól eltérő időben születtek, a sorozat többszörös változtatás után érte el végső alakját, nem azonos színvonalat képviselnek, és egyes Lamartine-hez kapcsolható darabokat Liszt kivett a sorozatból. Mindazonáltal Bartók Béla, aki elismert zongoraművészként már 1904-től számos Liszt-művet tartott repertoárján, ezt írta önéletrajzában: „Újra Lisztet tanulmányoztam, és főként kevésbé népszerű műveiben, mint az Années de Pélerinage, az Harmonies poétiques et religieuses, a Faust-szimfónia, a Haláltánc stb. néhány, számomra idegen külsőségen áthatolva, eljutottam a lényegig. Felfedeztem Liszt igazi jelentőségét, s a zene továbbfejlődése szempontjából sokkal nagyobb lángelmét ismertem meg benne Wagnernél vagy Straussnál.”
1. Invocation (Invokáció)
A sorozat viszonylag gyakran játszott darabja, amelynek első változatát Liszt 1847-ben írta, Lamartine azonos című költeménye hatására. Az akkor még rövidke kis darab hosszát a végső változatban több mint háromszorosára növelte, szabad szonátaformájú E-dúr kompozíció lett belőle, metruma 3/4-es. Himnikus, emelkedő főtémája van, a kidolgozás szeptimeket és tritonus-ugrásokat tartalmaz, a kóda a főtémából és egy pentaton részletből szövődik.
2. Ave Maria (Üdvöz légy, Mária)
Az Ave Maria első változata egy 1846-ban írt vegyeskari mű volt, ennek átdolgozásaként született a zongoradarab. Finom és gyengéd líra jellemző rá, de van benne operás elem is – az énekkari alap hatása, de a zongoraletét szerény. Hangneme B-dúr, metruma 4/4.
3. Bénédiction de Dieu dans la solitude (Isten áldása a magányban)
Lamartine-re hivatkozó darab, a sorozat egyik legszebb kompozíciója, első vázlatai 1845-ből származnak. Lisztnek itt sikerült a szövegben megfogalmazott lelki derűt, a megbékélést zenei eszközökkel kifejeznie. Alaphangneme Fisz-dúr, formája A-B-C-A’-kóda. Az A leghosszabb, maga is háromrészes. A B harangozás jellegű, olyan, mint egy második tétel. A C hangnemváltó, improvizáció jellegű zene, az A’ variációs visszatérés, a kódában pedig a B és C anyagai térnek vissza. Figyelemre méltó, hogy azt az egy tételben összefoglalt ciklikus formát képviseli, amely igazából majd a korszakos jelentőségű h-moll szonátában valósul meg.
4. Pensée des morts (Emlékezés a holtakra)
A tétel címét Gondolatok a halottakrólra is fordítják. A sorozat legelsőként elkészült darabja, még 1834-ben született, és a következő évben, Harmonies poétiques et religieuses címen jelent meg. Liszt 1852-ben jegyezte meg róla: „…túlságosan elsietve, figyelmetlenség következtében, megjelent már. A szerző ma teljességgel megtagadja ezt a sok tekintetben megcsonkított és hibás kiadást…”. A darab újszerűsége a monotematika (egyetlen témára épül). Ritmikája változatos, 5/4, 7/4, 4/4, 3/4 és szabad, cadenzaszerű vagy recitált részletek váltják egymást.
5. Pater noster (Miatyánk)
A tétel – akárcsak az Ave Maria – egy a cappella férfikarra, 1846-ban írt mű átdolgozása. Rövid, visszafogott, puritán hangzású, 3/4-es C-dúr darab. Példája annak, hogy Liszt ünnepelt zongoraművészként is fontosnak tartott csillogástól mentes darabot a sorozatba szerkeszteni.
6. Hymne de l’enfant à son réveil (Az ébredő gyermek himnusza)
Liszt nem közölt szöveget ehhez a darabhoz, de később kórusátiratot készített belőle, egy a gyermek szájába adott Istendicsőítést és könyörgést. Hangneme Asz-dúr, formailag két részes.
7. Funérailles (Temetés)
A Funérailles  a sorozat legfontosabb, legjelentősebb, leggyakrabban játszott darabja. Egyáltalán nem kapcsolódik Lamartine-hez, Liszt eredetileg a szabadságharc bukása után írta, benne Batthyány Lajost és az aradi vértanúkat siratja. Vázlat formájában a címe még Magyar volt, majd később az October 1849 alcímet kapta. Később megpróbálták még Chopinhez és Felix Lichnowsky herceghez kötni, de végül is magának Lisztnek a szavai a döntők: Wittgenstein hercegnőnek Szekszárdról írt, 1870. szeptember 28-ai keltezésű levelében úgy említi, mint Vörösmarty Mihály hozzá írt ódájára (Liszt Ferenchez – „Hírhedett zenésze a világnak…”) adott válaszát (a Hungariával együtt). Magával ragadó, változatos darab, minden szempontból remekmű, bevezetés-A-B-C-kóda felépítésű. Az A részben a bal kéz hamisítatlan magyaros színezetű, tragikus hangú gyászdallamot játszik, a jobb kéz akkordikus kíséretet ad hozzá. A B rész a gyász, a siratás hangját mutatja, ami után a C-ben az előzmény, a harc megjelenítése következik. A kódában – újra a siratás hangján – ismét megjelenik minden megelőző anyag.
8. Miserere, d’après Palestrina (Miserere, Palestrina nyomán)
A Miserere is kórusátdolgozás, Liszt egyik 1845-ben készült énekkari művét írta át. Érdekes, hogy Palestrinára – a címen kívül – a dallamban nem találni jellemző vonást, a zongorán való megjelenítés (tremolók, arpeggiók, futamok) is stílusidegen. Hangneme e-moll–E-dúr, ütemjelzése nincs.
9. Cím nélkül: Andante lagrimoso
4/4-es lüktetésű, gisz-moll darab, cím nélkül (a tempójelzését használják azonosítására), de eléje Liszt Lamartine Une larme ou consolation (Egy könnycsepp, avagy vigasztalás) című verséből illesztett egy részletet. Ritkán játsszák.
10. Cantique d’amour (Szerelmi himnusz)
Ez a darab tulajdonképpen a komponista Carolyne Wittgenstein hercegnőnek szóló szerelmi vallomása. Hangneme E-dúr, ütemezése változatos, formája: bevezetés-A-B-A’-kóda. Finoman érzelmes darab, Liszt később hárfára is átdolgozta.